# Arsenura d'orbignyana
Arsenura d'orbignyana är en fjärilsart som beskrevs av Eugène Louis Bouvier 1924. Arsenura d'orbignyana ingår i släktet Arsenura och familjen påfågelsspinnare. Inga underarter finns listade i Catalogue of Life.